# Hydrograd
Albums de Stone Sour
Meanwhile in Burbank...
(2015)
Hydrograd est le sixième album studio du groupe américain de metal Stone Sour.

## Chansons de l'album
Les paroles sont de Corey Taylor, la musique est composée et interprétée par Stone Sour.
| No  | Titre                                               | Durée |
| --- | --------------------------------------------------- | ----- |
| 1.  | YSIF                                                | 2:02  |
| 2.  | Taipei Person/Allah Tea                             | 5:16  |
| 3.  | Knievel Has Landed                                  | 4:01  |
| 4.  | Hydrograd                                           | 4:37  |
| 5.  | Song #3                                             | 4:16  |
| 6.  | Fabuless                                            | 4:00  |
| 7.  | The Witness Trees                                   | 4:45  |
| 8.  | Rose Red Violent Blue (This Song Is Dumb & So Am I) | 4:56  |
| 9.  | Thank God It's Over                                 | 3:36  |
| 10. | St. Marie                                           | 4:27  |
| 11. | Mercy                                               | 3:23  |
| 12. | Whiplash Pants                                      | 4:19  |
| 13. | Friday Knights                                      | 5:17  |
| 14. | Somebody Stole My Eyes                              | 3:47  |
| 15. | When the Fever Broke                                | 6:32  |

### Bonus track
| 16. | Burn One Turn One           | 3:19 |
| 17. | Unchained (Van Halen cover) | 3:25 |